# Alexandria (Virginie)
Alexandria je město ve Spojených státech ve státě Virginie, na západním břehu řeky Potomac a asi 10 km jižně od centra Washingtonu D.C. Město bylo založeno Brity v roce 1749. Rozloha obce činí 40,1 km². Obec se nachází v nadmořské výšce 12 metrů.

## Obyvatelstvo
Ve městě žije přibližně 159 tisíc obyvatel. Při sčítání lidu v roce 2010 tvořili 60,9 % obyvatel města američtí běloši.

## Partnerská města
- Gjumri, Arménie
- Helsingborg, Švédsko
- Dundee, Spojené království
- Caen, Francie